# Jenštejn
Jenštejn (deutsch Jenstein, früher Jenzenstein bzw. Genzenstein) ist eine Gemeinde in Tschechien. Sie liegt 15 Kilometer nordöstlich des Stadtzentrums von Prag und gehört zum Okres Praha-východ.

## Geographie
Jenštejn befindet sich einen Kilometer von der Prager Stadtgrenze entfernt im Quellgebiet des Jenštejnský potok. Südlich des Ortsteiles Dehtáry verläuft die Schnellstraße 10/E 65.
Nachbarorte sind Cvrčovice im Norden, Dřevčice und Zápy im Nordosten, Svémyslice im Osten, Dehtáry im Südosten, Radonice im Süden, Vinoř im Südwesten, Přezletice im Westen sowie Podolanka im Nordwesten.

## Geschichte

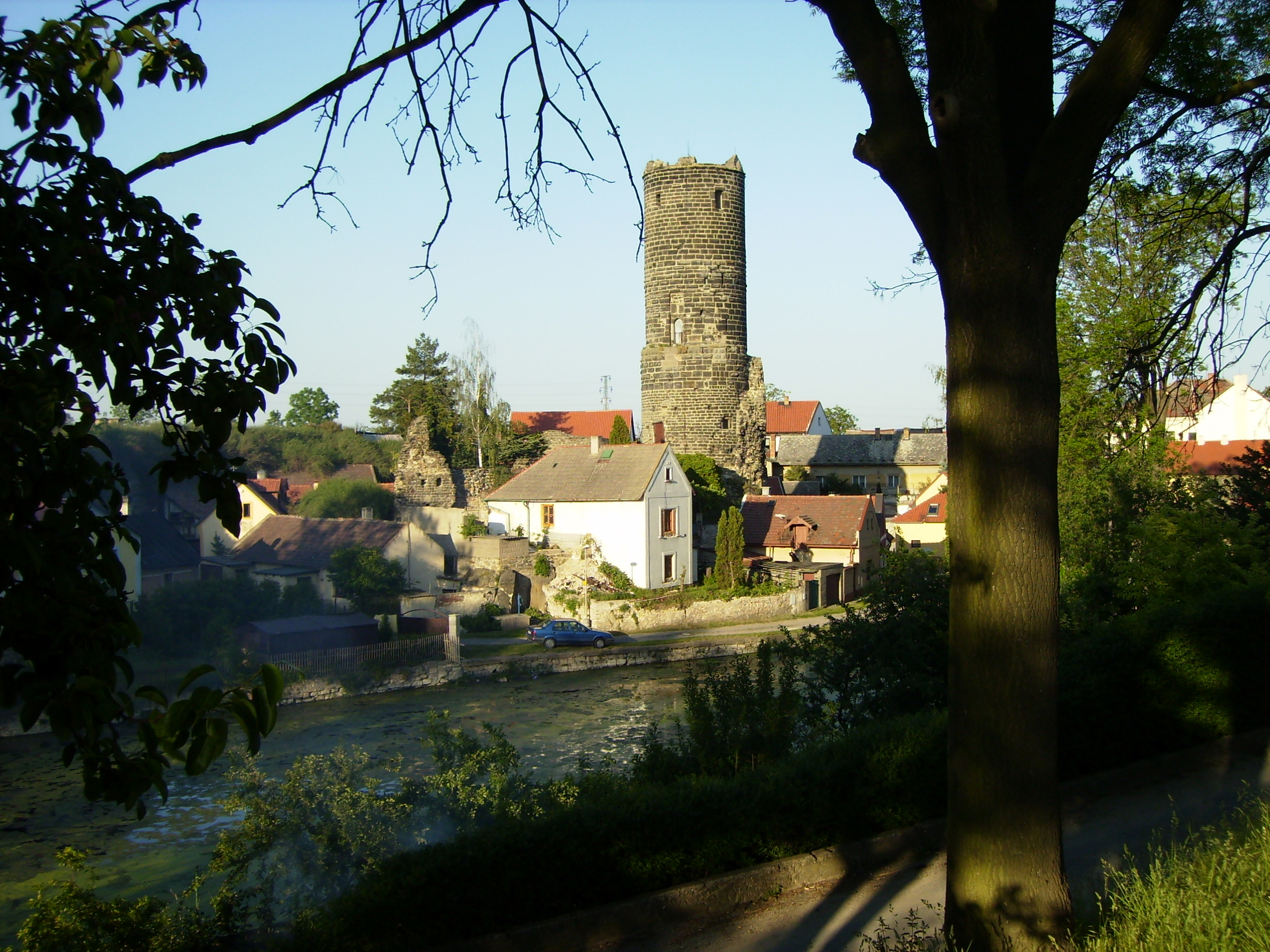
Ortsansicht mit Bergfried

Das Dorf Jenczenstein wurde in der ersten Hälfte des 14. Jahrhunderts zusammen mit einer kleinen Burg durch Jenc von Janovice gegründet. 1368 erwarb der Notar der königlichen Kammer, Pavel von Vlašim den Besitz und nannte sich fortan Paulus de Jenczenstein. Acht Jahre später wurden dessen Söhne Martin, Johann, Wenzel und Paul erwähnt. Unter Pavel von Vlašim entstand eine neue Burganlage, die Zentrum einer Herrschaft wurde. Seit dem 15. Jahrhundert wechselten die Besitzer oft. Letzter Besitzer der Herrschaft war Jan Dobřichovský von Dobřichov; nach dessen Tode im Jahre 1583 fielen seine Güter an die böhmische Kammer. 1585 wurde Jenštejn an die Herrschaft Brandýs angeschlossen. 1597 wurde die Burg als wüst bezeichnet.
Im Dreißigjährigen Krieg brannten die Schweden unter Johan Banér 1640 Jenstein nieder und brandschatzten auch die Burg. Zwischen 1655 und 1660 wurden die wüsten Güter wieder bewirtschaftet. In der zweiten Hälfte des 17. Jahrhunderts wurde Jenstein zum Städtchen erhoben und erhielt Marktrechte verliehen.
Nach dem Zweiten Weltkrieg entstand nördlich von Jenštejn, unmittelbar am geschützten Tal des Vinořský potok eine riesige Mülldeponie, in der Abfälle aus Prager Betrieben gelagert wurden. Nach der Samtenen Revolution begann ab 1989 die Beseitigung der ökologischen und urbanistischen Schäden durch die Deponie.

## Gemeindegliederung
Die Gemeinde Jenštejn besteht aus den Ortsteilen Dehtáry (Dechtar) und Jenštejn (Jenstein) sowie der Siedlung Nový Jenštejn.

## Sehenswürdigkeiten
- Ruine der Burg Jenštejn mit dem weithin sichtbaren 22 Meter hohen Bergfried
- Kapelle in Jenštejn, erbaut 1855
- Kapelle in Dehtáry

## Söhne und Töchter der Gemeinde
- Jan Zach (1699–1773), Komponist, geboren in Dehtáry